# Embo
Embo är en ort i Storbritannien.   Den ligger i kommunen Highland och riksdelen Skottland, i den norra delen av landet, 700 km norr om huvudstaden London. Embo ligger 15 meter över havet och antalet invånare är 300.
Terrängen runt Embo är platt åt sydost, men åt nordväst är den kuperad. Havet är nära Embo åt sydost.  Närmaste större samhälle är Dornoch, 3,6 km sydväst om Embo. 